# Castelfranco Veneto
Castelfranco Veneto este o comună din provincia Treviso, regiunea Veneto, Italia, cu o populație de 32.935 locuitori (1 ianuarie 2023) și o suprafață de 51,61 km².

## Demografie
Castelfranco Veneto - evoluția demografică

|  | Graficele sunt indisponibile din cauza unor probleme tehnice. Mai multe informații se găsesc la Phabricator și la wiki-ul MediaWiki. |

Date: Recensăminte sau birourile de statistică - grafică realizată de Wikipedia

## Personalități născute aici
- Donatella Rettore (n. 1953), cantautoare.